# Kelly Rangama
Kelly Rangama Atchama, née le 16 septembre 1987 à Massy, est une cheffe cuisinière étoilée et animatrice de télévision française.
Kelly Rangama s'est fait connaître du grand public lors de sa participation à la saison 8 de Top Chef, diffusée sur M6 en 2017, puis comme animatrice de l'émission Voyages et délices by Chef Kelly sur France Ô puis sur France 3.
Le restaurant parisien Le Faham, dont elle est cheffe, a obtenu une étoile au Guide Michelin en janvier 2020. Kelly Rangama est l'une des rares femmes cheffes étoilées en France.

## Parcours
Kelly Rangama naît le 16 septembre 1987 à Massy (Essonne). Sa famille part vivre sur l'île de La Réunion quand elle a quelques mois et elle grandit , à Saint-Paul puis à Sainte-Marie où son père l’initie aux fourneaux les weekends pour le repas familial du dimanche. Élève au lycée Leconte-de-Lisle à Saint-Denis, elle obtient un bac littéraire puis part en métropole suivre des études en BTS Communication. Rapidement, elle change d'orientation et suit une formation à l'école Ferrandi où elle obtient un CAP cuisine.
Elle débute avec Michel Portos au Saint-James à Bouliac (2 étoiles Michelin à l’époque), où elle rencontre son futur mari, puis travaille pendant six ans avec Thomas Boullault à L’Arôme à Paris (1 étoile Michelin), où elle termine sous-cheffe. Elle devient ensuite cheffe de cuisine du Boutary à Paris. Durant cette période, elle surmonte des difficultés de santé liées à l'endométriose
Fin 2016, Kelly Rangama participe à l'enregistrement de la saison 8 de Top Chef, diffusée sur M6 début 2017. Elle est coachée par Hélène Darroze et quitte le concours à la fin du sixième épisode,. Elle devient ensuite cheffe du restaurant L’Affable, à Paris. Courant 2017, elle met en suspens sa carrière dans la restauration pour animer l'émission Voyages et délices by Chef Kelly sur France Ô,.
En 2019, elle ouvre le restaurant Le Faham avec son mari, le pâtissier Jérôme Devreese. Le restaurant tire son nom d'une orchidée endémique des Mascareignes, utilisée pour parfumer les rhums arrangés traditionnels de l’île de La Réunion.
En janvier 2020, le restaurant Le Faham décroche une étoile au guide Michelin, ce qui fait de Kelly Rangama la première femme réunionnaise à décrocher cette distinction. Elle a également deux toques au Gault & Millau.